# Инсарский уезд
Инсарский уезд — административно-территориальная единица Пензенской губернии, существовавшая в 1780—1925 годах. Уездный город — Инсар.

## Географическое положение
Уезд располагался на севере Пензенской губернии, граничил с Нижегородской губернией. Площадь уезда составляла в 1897 году 3 983,2 верст² (4 533 км²).

## История
Уезд образован в сентябре 1780 года в составе Пензенского наместничества в результате реформы Екатерины Великой. С 1796 года в составе Пензенской губернии.
В 1798 году в к уезду присоединена территория упразднённого Шишкеевского уезда.
В 1918 году из части территории выделен Рузаевский уезд.
В 1925 году Инсарский уезд упразднён, его территория вошла в состав Рузаевского уезда.

## Население
По данным переписи 1897 года в уезде проживало 178 233 чел. В том числе русские — 69,3 %, мордва — 23,3 %, татары — 7,3 %. В городе Инсаре проживало 4 244 чел., в Шишкееве — 3 810 чел.

## Административное деление
В 1890 году в состав уезда входило 34 волости
| № п/п | Волость               | Волостное правление        | Число селений | Население |
| ----- | --------------------- | -------------------------- | ------------- | --------- |
| 1     | Акшенасская           | с. Акшенас                 | 6             | 3040      |
| 2     | Бекетовская           | с. Акшенас                 | 6             | 2035      |
| 3     | Болдовская            | с. Болдово                 | 17            | 12041     |
| 4     | Бутурлинская          | с. Бутурлино               | 6             | 4097      |
| 5     | Ингенер-Пятинская     | с. Ингенер-Пятина          | 10            | 4065      |
| 6     | Иссинская             | с. Исса                    | 2             | 5255      |
| 7     | Картлейская           | с. Картлей                 | 8             | 4484      |
| 8     | Ключаревская          | с. Ключарёво               | 5             | 3596      |
| 9     | Костыляйская          | с. Костыляй                | 3             | 2632      |
| 10    | Лемдяйско-Майданская  | с. Лемдяйский Майдан       | 6             | 9101      |
| 11    | Леплейская            | с. Леплейка                | 5             | 2422      |
| 12    | Мельцанская           | с. Мельцаны                | 6             | 3792      |
| 13    | Никольско-Пестровская | с. Пестровка               | 5             | 3734      |
| 14    | Никольско-Саловская   | с. Никольская Саловка      | 6             | 3958      |
| 15    | Ново-Акшинская        | с. Новое Акшино            | 3             | 2304      |
| 16    | Огаревская            | с. Огарево                 | 7             | 4501      |
| 17    | Пензятская            | с. Новая Пензятка          | 4             | 3411      |
| 18    | Починковская          | с. Починки                 | 8             | 3171      |
| 19    | Пушкинская            | с. Пушкино                 | 6             | 5636      |
| 20    | Рузаевская            | с. Рузаевка                | 6             | 5341      |
| 21    | Сипягинская           | с. Сипягино                | 6             | 2536      |
| 22    | Сиалеевско-Майданская | с. Сиалеевский Майдан      | 13            | 10426     |
| 23    | Сиалеевско-Пятинская  | с. Сиалеевская Пятина      | 10            | 9857      |
| 24    | Старо-Акшинская       | с. Старое Акшино           | 3             | 3284      |
| 25    | Старо-Верхисская      | с. Старые Верхиссы         | 11            | 6027      |
| 26    | Старо-Сивильская      | с. Старо-Сивильский Майдан | 4             | 7195      |
| 27    | Такмовская            | с. Токмово                 | 2             | 2943      |
| 28    | Тепловская            | с. Тепловка                | 7             | 4914      |
| 29    | Трехсвятская          | с. Трехсвятское            | 13            | 4137      |
| 30    | Украинцевская         | с. Украинцево              | 6             | 2986      |
| 31    | Хитровская            | с. Хитрово                 | 8             | 4988      |
| 32    | Шишкеевская           | г. Шишкеев                 | 3             | 6094      |
| 33    | Шуварская             | с. Шувары                  | 3             | 6388      |
| 34    | Ямщинская             | с. Ямщина                  | 13            | 11051     |

В 1913 году в уезде было 25 волостей:
| - Болдовская волость, - Бутурлинская волость, - Иссинская волость, - Ключаревская волость, - Костыляйская волость, - Лемдяйско-Майданская волость, - Ново-Акшинская волость, - Ново-Троицкая волость — с. Новотроицкое, - Огаревская волость, - Пензятская волость, | - Потижско-Слободская волость — с. Потижская Слобода, - Починковская волость, - Пушкинская волость, - Рузаевская волость, - Сиалеевско-Майданская волость, - Сиалеевско-Пятинская волость, - Старо-Верхисская волость, - Старо-Сивильская волость, - Старо-Шайговская волость — с. Старое Шайгово, - Такмовская волость, | - Трехсвятская волость, - Шадымо-Рыскинская волость — с. Шадым, - Шишкеевская волость, - Шуварская волость, - Ямщинская волость. |

## Уездные предводители дворянства[4]
| Время службы | Фамилия, Имя, Отчество         | Должность/Чин                    |
| ------------ | ------------------------------ | -------------------------------- |
| 1787-1790    | Ягодинский Егор Васильевич     | Полковник                        |
| 1790-1793    | Когрин Василий Иванович        | Поручик                          |
| 1793-1796    | Литвинов Максим Петрович       | Подпоручик                       |
| 1796-1799    | Сипягин Пётр Васильевич        | Подпоручик                       |
| 1800-1803    |                                |                                  |
| 1804-1807    | Сипягин Пётр Васильевич        | Подпоручик                       |
| 1807-1816    | Мошков Алексей Александрович   | Майор                            |
| 1816-1819    | Литвинов Александр Максимович  | Коллежский асессор               |
| 1819-1822    | Струйский Пётр Николаевич      | Поручик                          |
| 1822-1834    | Салов Николай Андреевич        | Гвардии поручик                  |
| 1834-1849    | Тучков Алексей Алексеевич      | Поручик                          |
| 1849-1852    | Головизнин Алексей Семёнович   | Полковник                        |
| 1852-1861    | Литвинов Михаил Александрович  | Инженер-поручик                  |
| 1861-1864    | Литвинов Дмитрий Александрович | Инженер-капитан                  |
| 1864-1870    | Юшков Владимир Александрович   | Надворный советник               |
| 1970-1875    | Литвинов Михаил Александрович  | Инженер-поручик                  |
| 1875-        | Глебов Василий Николаевич      | Действительный статский советник |